# 匯翔道

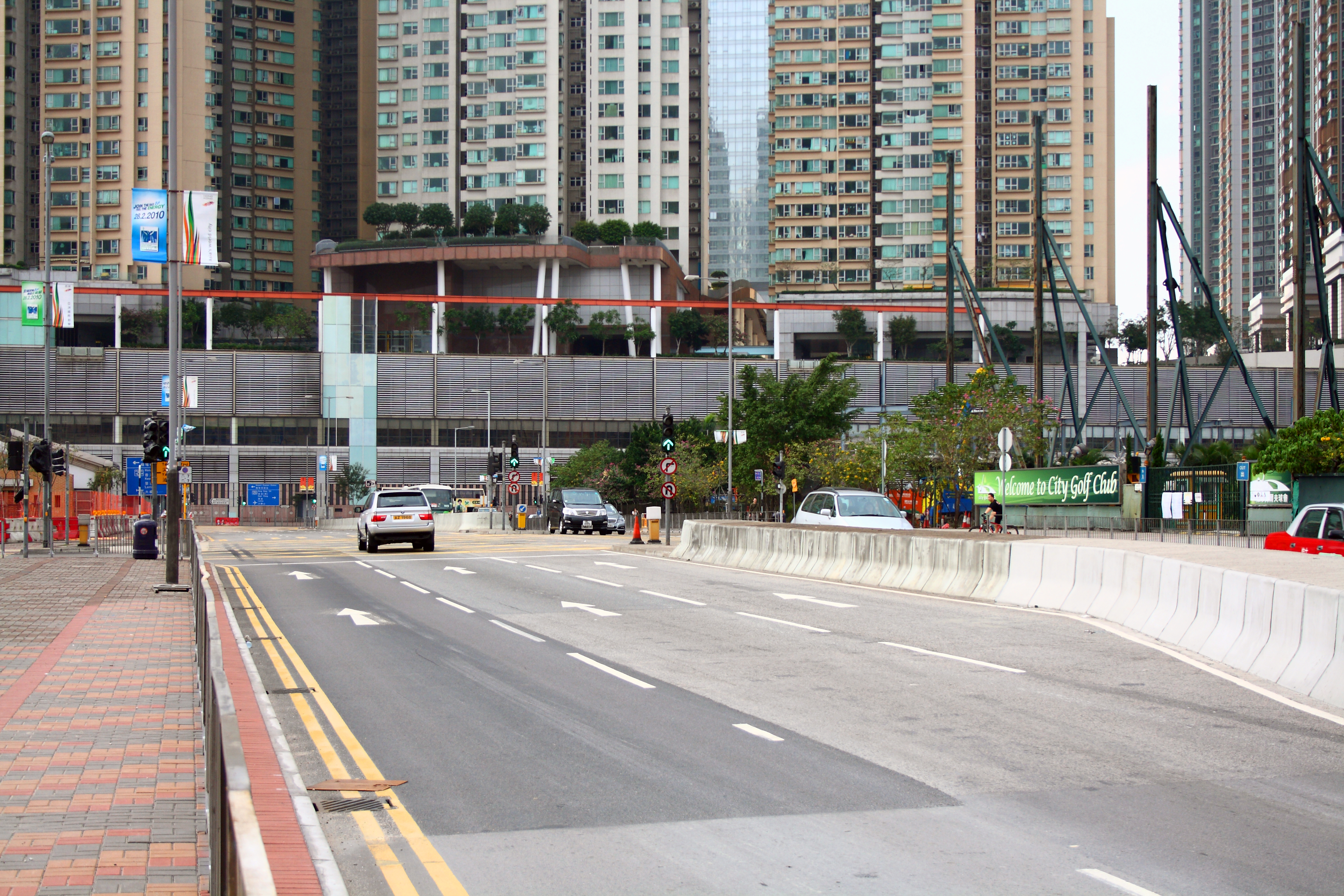
現時已封閉的一段匯翔道，該路段現已變成香港西九龍站。

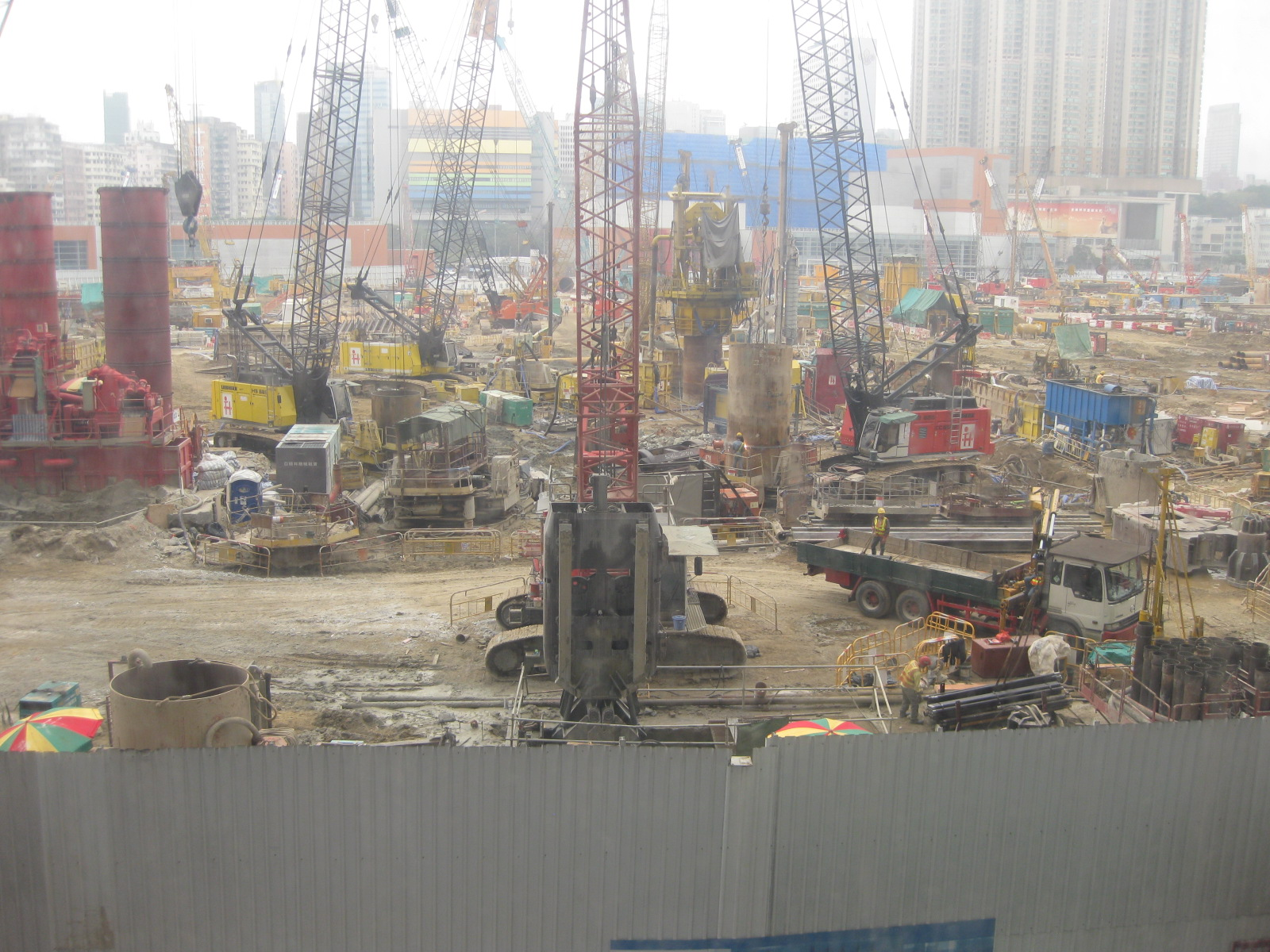
該路段現已變成香港西九龍站的工地

匯翔道（英語：Wui Cheung Road）是香港西九龍填海區的一條道路，於1998年通車。
旁邊曾設有佐敦（匯翔道）巴士總站，以取代佐敦道碼頭巴士總站，已於2009年12月20日關閉。2011年1月2日，配合廣深港高速鐵路香港西九龍站的工程，匯翔道被大幅縮短，柯士甸站到連翔道的一段永久封閉，有關路段已成為香港西九龍站的一部分。